# Эффект здорового рабочего
Эффект здорового рабочего, также эффект здорового работника — явление самоотбора и «естественного» отбора среди людей, чья работа связана с воздействием вредных производственных факторов, которое приводит к тому, что в среднем среди таких рабочих доля людей с повышенной индивидуальной стойкостью к соответствующему вредному воздействию гораздо больше, чем среди населения. Этот эффект может маскировать то, что люди подвергаются чрезмерному воздействию вредных факторов, и к ошибочному представлению о том, что условия труда достаточно нормальные. Известны случаи, когда заболеваемость людей, подвергающихся вредному воздействию в производственных условиях, заметно ниже, чем у работающих в нормальных условиях. Аналогичный самоотбор происходит и при использовании средств индивидуальной защиты органов дыхания и слуха, так как их эффективность и переносимость их использования сильно зависят от индивидуальных особенностей рабочего.

## Самоотбор и его негативные последствия
Уже отмечалось, что люди склонны выбирать такую профессию, которая им по силам. Физически слабый человек не пойдёт в сталевары, молотобойцы и т. п. Происходит самоотбор: с одной стороны, люди соразмеряют свои силы с профессией, а с другой — при неподходящей работе человек склонен её менять. Это влияет на структуру профессиональной заболеваемости.
Например, на развитие неизлечимых и необратимых профессиональных заболеваний — пневмокониозов (силикоз, антракоз и др.) — влияет количество вдыхаемой пыли и её свойства. Однако давно известно, что при работе в схожих условиях риск развития этих заболеваний сильно зависит от индивидуальных особенностей рабочего (особенности организма — степень осаждения пыли в органах дыхания; скорость удаления пыли из органов дыхания и других органов; состояние здоровья — ослабленность организма туберкулёзом, заболеваниями органов дыхания, плохое питание; и др.)
В результате люди, выполняющие тяжёлую работу, могут иметь лучшие показатели состояния здоровья, чем те, кто работает в офисе. Например, по данным, смертность шахтёров от болезней системы кровообращения ниже, чем у прочего мужского населения (из-за стихийного профессионального отбора).
Это не всегда учитывается — в том числе и при проведении научных исследований. Если результаты исследования показывают, что у людей с малым стажем работы повышенная частота заболеваний и т. п., это объясняется «адаптацией» к новым условиям. Однако при длительном наблюдении за теми же людьми оказалось бы, что часть из них уволится (именно те, кто хуже переносит условия конкретной работы), и из-за «естественного отбора» в группе останутся более «живучие» сотрудники, которые из-за индивидуальных особенностей лучше переносят условия такой работы:
… среди обследованных лиц «шумовых» профессий при равных условиях выполняемой работы, стаже и возрасте встречаются лица, имеющие нормальный слух или лишь лёгкую степень его снижения, и лица со значительной потерей слуха шумовой этиологии
Таким образом, происходящий самоотбор и «естественный отбор» маскируют наличие неблагоприятных условий труда, и может исказить результаты научных исследований.

## Эффект при использовании средств индивидуальной защиты

### СИЗ органа дыхания
При использовании средств индивидуальной защиты органов дыхания (СИЗОД) могут возникнуть дополнительные проблемы. У наиболее распространённых респираторов для защиты рабочих от вдыхания загрязнённого воздуха рабочей зоны используется плотное прилегание лицевой части (полнолицевой маски, полумаски, четвертьмаски) к лицу, что отделяет органы дыхания от окружающей атмосферы. Во время вдоха под маской возникает разрежение, и при наличии зазоров в полосе прилегания маски к лицу неотфильтрованный загрязнённый воздух может просочиться под маску и попасть в органы дыхания. Отмечены случаи, когда просачивание достигало 9 % у полнолицевых масок и превышало 40 % у полумасок (с высокоэффективными фильтрами). Исследования показали, что из-за разнообразия лиц рабочих по форме и по размеру у разных людей степень просачивания различна. Эти индивидуальные отличия могут привести к тому, что в группе сотрудников, выполняющих схожую работу в схожих условиях, и использующих одинаковые (сертифицированные и исправные) респираторы, часть будет очень надёжно защищена, а часть будет дышать воздухом, концентрация вредных веществ в котором значительно превышает ПДКрз. Это может привести к повышенному риску острых отравлений и к развитию профзаболеваний во второй группе.
Для предотвращения этого в развитых странах законодательство обязывает работодателя проводить индивидуальный подбор маски к лицу (проверка изолирующих свойств, fit test), чтобы рабочий использовал маску соответствующей формы и размера. Кроме того, с учётом риска просачивания неотфильтрованного воздуха под маску при вдохе, область допустимого применения СИЗОД всех типов ограничена так, что при значительном превышении ПДКрз можно использовать только те респираторы, у которых пригодный для дыхания воздух подаётся под лицевую часть принудительно. Это уменьшает или полностью устраняет появление разрежения под маской при вдохе, и соответственно — риск просачивания неотфильтрованного воздуха (см. Ожидаемые коэффициенты защиты респираторов).
К сожалению, в РФ подобные требования отсутствуют, и на основе рекламных заявлений изготовителей и продавцов нередко закупаются и применяются заведомо недостаточно надёжные СИЗОД (см. Законодательное регулирование выбора и организации применения респираторов). А причины негативных последствий для здоровья части рабочих маскируются как эффектом здорового рабочего, так и не регистрацией основной массы профзаболеваний. Но отсутствие регистрации не устраняет конечный результат, что отчасти объясняет, почему смертность трудоспособного населения в РФ в 4.5 раз выше, чем в ЕС.

### СИЗ органа слуха

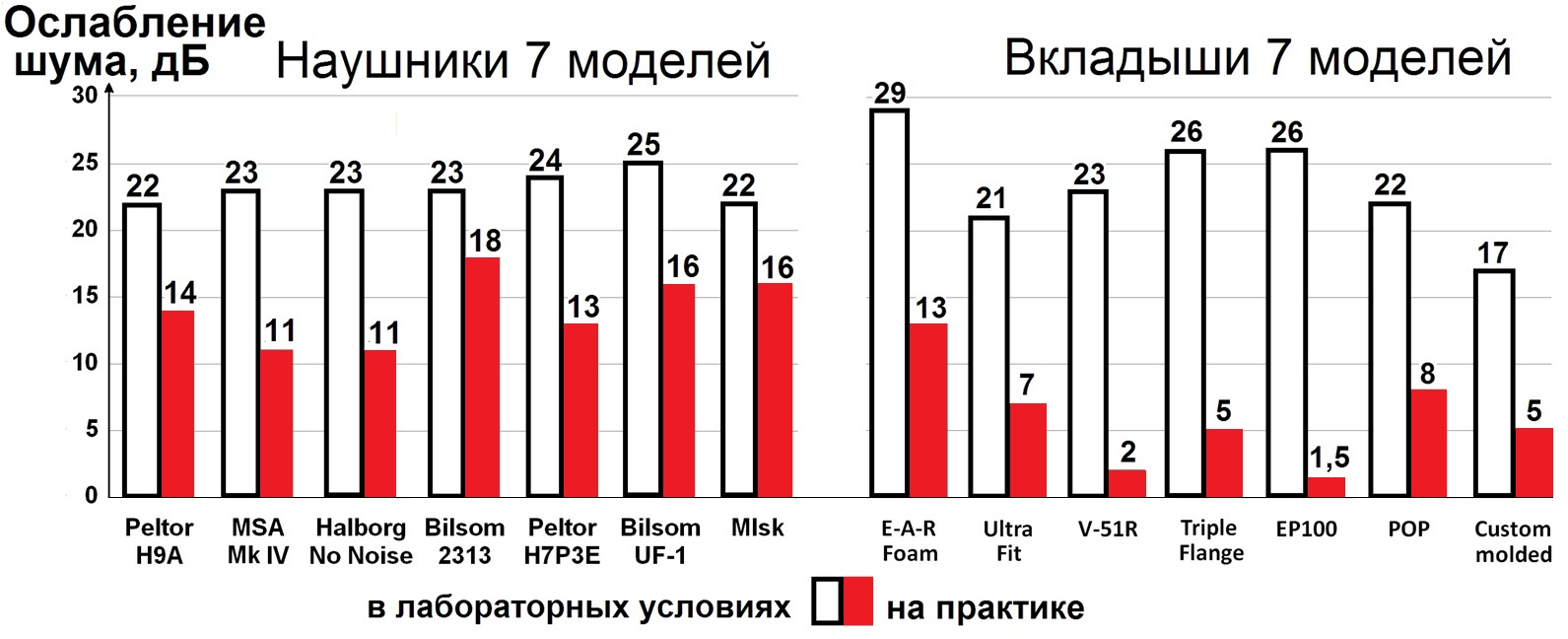
Диаграмма, показывающая значительное отличие эффективности средств индивидуальной защиты органа слуха в лабораторных и в производственных условиях — при реальном применении

При использовании СИЗ органа слуха (вкладышей, наушников) ситуация аналогична. Степень ослабления шума зависит не только от конструкции СИЗ, но и от индивидуальных особенностей рабочего (форма и размеры ушного канала — при использовании вкладышей; формы головы около уха — при использовании наушников); и от умения рабочего правильно вставлять вкладыши и надевать наушники. В результате эффект от применения совершенно одинаковых СИЗ органа слуха разными людьми может быть очень различен. На рисунке показаны результаты определения средней эффективности у 7 моделей вкладышей и у 7 моделей наушников в лабораторных условиях и при реальном использовании. Хорошо видно, что реальная эффективность значительно меньше лабораторной. То, что наибольшее отличие наблюдается у вкладышей, может объясняться тем, что при их использовании больше возможности ошибиться (вкладыш труднее аккуратно вставить, чем надеть наушники). Чтобы хоть как-то ослабить остроту проблемы (эффективность неаккуратно вставленного вкладыша может равняться нулю), было разработано простое и дешёвое устройство для проверки конкретной модели СИЗОС у конкретного рабочего (и заодно — адекватности его навыков по вставлению вкладышей).
Для предотвращения ухудшения слуха из-за использования недостаточно эффективных средств защиты Управление по охране труда (OSHA) рекомендует оценивать эффективность СИЗ органа слуха в реальных условиях в первом приближении как вдвое меньшую, чем при лабораторных испытаниях при сертификации. А NIOSH рекомендует использовать в первом приближении лабораторную эффективность, снижая её на 25 % для наушников, на 50 % для эластичных вкладышей, и на 70 % для всех остальных СИЗ. На потерю слуха может влиять индивидуальные особенности организма рабочего (см. рис., сделан на основе) — при превышении предельно-допустимого уровня на 25 дБ у четверти рабочих в течение первого года снижение слуха может не произойти, а у другой четверти — произойдёт на величину не менее 17 дБ, и превысит 30 дБ у 5 %.

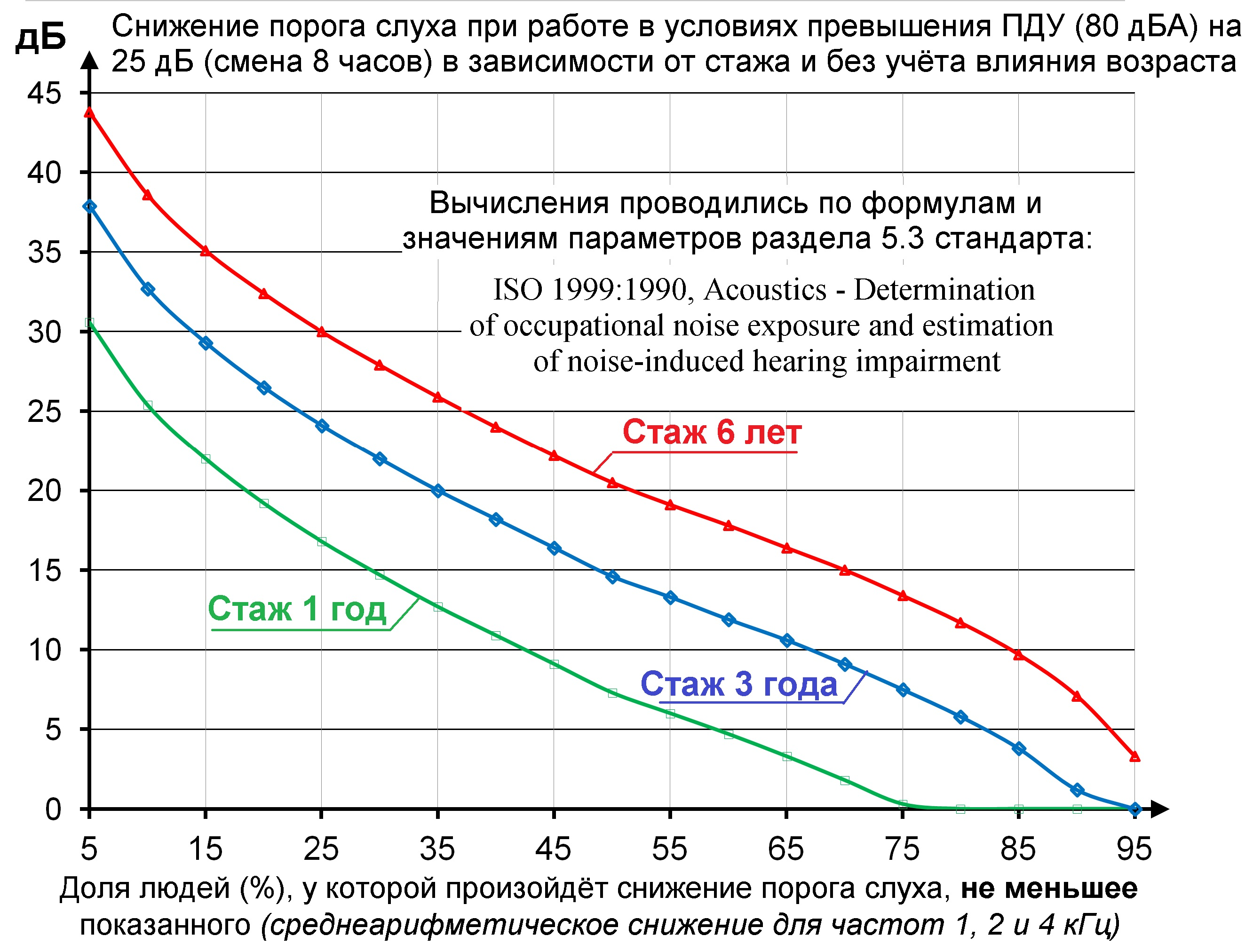
Распределение снижения слуха при одинаковом воздействии шума у группы рабочих

Для объективной оценки эффективности СИЗ и умения рабочего правильно их применять разработано и продаётся специальное оборудование, включающее миниатюрный микрофон, вставляющийся в ухо глубже вкладыша / под наушник, с помощью которого определяется ослабление шума. Чтобы надёжно защитить рабочих, законодательство США обязывает работодателя проводить биомониторинг состояния органа слуха — регулярно делать аудиограммы, и при обнаружении ухудшения чувствительности на начальных этапах (когда это ещё не сказывается на повседневной жизни, и остаётся незамеченным самим рабочим) принимать корректирующие меры (см. Программа сохранения слуха). Объективные измерения позволяют выявить возможное чрезмерное воздействие шума и недостаточную эффективность СИЗ — вопреки эффекту здорового рабочего.

## Эффект при разных методах выполнения работы
Воздействие вредных производственных факторов на рабочих, выполняющих одинаковую работу в одинаковых условиях, может значительно отличаться из-за индивидуальных отличий в методах выполнения работы. Например, описан случай, когда инструментальные замеры показали, что при более аккуратной укладке мешков с расфасованным продуктом на поддон концентрация пыли в зоне дыхания у одного рабочего была значительно выше, чем у второго. Исследователи объясняют это более аккуратным выполнением работы — сотрудник всегда закрывал рукой клапан мешка, прежде чем начать перемещать его. Другой пример — при извлечении обрабатываемых деталей из ёмкости с токсичной жидкостью, один рабочий может поднять детали над поверхностью и дать жидкости стечь с них, а другой сразу вытаскивал их (не дав избытку жидкости стечь обратно в ёмкость). В результате токсичная жидкость может попасть на пол в чрезмерном количестве, и при её испарении концентрация вредных веществ в воздухе будет значительно больше.

## Негативные последствия эффекта здорового рабочего
1. При работе в условиях, когда люди подвергаются чрезмерному воздействию вредных производственных факторов, такое не замеченное чрезмерное вредное воздействие может привести к нарушению здоровья у новых сотрудников, не обладающих повышенной «живучестью» (ведь при одинаковом вредном воздействии степень нарушения здоровья и период до начала ухудшения здоровья у разных людей — различны[23]).
2. Поскольку повышенная индивидуальная устойчивость к воздействию вредных факторов не безгранична, и совершенно неизвестно, насколько она велика, риск развития профзаболеваний у людей с повышенной стойкостью тоже сохраняется.
3. Невозможность легко найти новых сотрудников при необходимости увеличения их числа; при необходимости заменить заболевших, уходящих на пенсию и т. п. рабочих с повышенной сопротивляемостью организма; повышенная текучесть кадров и др. мешают организации нормальной работы предприятия, а внезапное заболевание или невыход на работу по какой-то причине «незаменимых» сотрудников может сорвать выполнение работы.
4. Недостаточное внимание к возможному влиянию эффекта здорового рабочего при планировании научных исследований может исказить их результат, и привести к ошибке.

## Дополнительный риск развития профзаболеваний и меры по его снижению
При отсутствии объективных результатов оценки условий труда и вредных производственных факторов (аттестации рабочих мест, спецоценки условий труда и т. п., включающих, например, инструментальные замеры), эффект здорового рабочего может замаскировать наличие чрезмерного вредного воздействия на сотрудников и недостаточную эффективность используемых СИЗ. Это создаёт повышенный риск для здоровья и даже для жизни сотрудников, и может негативно сказаться на работе предприятия. Для снижения такого риска требуется провести объективную оценку воздействия вредных производственных факторов, и при её чрезмерной величине — принять меры для улучшения условий труда. При невозможности уменьшить вредное воздействие на рабочих до допустимых значений с помощью изменения технологии (замена сухого размола мокрым, использование малошумных машин и т. п.) и эффективных технических средств коллективной защиты (автоматизация, дистанционное управление, герметизация, местные вентиляционные отсосы и общеобменная вентиляция, воздушные души, изоляция источников воздушных загрязнений и шума, и др.), нужно использовать достаточно эффективные СИЗ органов дыхания и слуха. При этом, из-за нестабильности их средней эффективности у разных рабочих, и из-за различий в индивидуальной восприимчивости рабочих к вредному воздействию, нужно обязательно проводить регулярные медобследования своевременного для выявления возможного ухудшения состояния здоровья на ранних стадиях (у сотрудников, у которых повышенный риск развития профзаболеваний).